# Ciudad de la Costa
Ciudad de la Costa ist eine Stadt in Uruguay.

## Geographie
Sie liegt, eingebettet zwischen Arroyo Carrasco und Arroyo Pando, am Ufer des Río de la Plata direkt östlich an die Hauptstadt Montevideo anschließend im Departamento Canelones.

## Geschichte
Gegründet wurde die Stadt erst am 19. Oktober 1994 durch das Gesetz Nr. 16.610. In diesem wurde geregelt, dass das Gebiet zwischen Arroyo Carrasco und Arroyo Pando in den Gerichtsbezirken (Secciones Judiciales) 19 und 20 des Departamentos Canelones zur Ciudad de la Costa zusammengefasst werden. Die in der Gegend gelegenen Seebäder waren bereits von der Bebauung her zusammengewachsen. Dazu zählten: Barra de Carrasco, Shangrilá, San José de Carrasco, Lagomar, Solymar, Lomas de Solymar und El Pinar. Diese hatten sich in den 1980er und 1990er Jahren von kleinen Modebadeorten zu größeren Wohnsiedlungen entwickelt, weshalb die Zusammenfassung zu einer Stadt beschlossen wurde.

## Infrastruktur
Die Wirtschaft ist geprägt von Dienstleistungen. Der Tourismus ist zwar weiterhin dominierend, hat aber im Bereich zu früher an Bedeutung verloren, da der städtische Wohnort-Charakter viele Uruguayer zu entlegeneren Ferienzielen abdriften ließ. Das Bevölkerungswachstum ist dennoch das höchste aller größeren Städte Uruguays, was dazu führt, dass es derzeit Infrastrukturprobleme gibt.
Durch die Stadt führt die Ruta Interbalnearia (IB).

## Einwohner
Mit 112.449 Einwohnern (2011) ist sie die zweitgrößte Stadt des Landes.
| Jahr | Einwohner |
| ---- | --------- |
| 1996 | 66.402    |
| 2004 | 83.888    |
| 2011 | 112.449   |

Quelle:

## Stadtverwaltung
Bürgermeister (Alcalde) von Ciudad de la Costa ist Omar Rodríguez (Frente Amplio).

## Städtepartnerschaften
- Hollywood, Florida, USA